# Tejakula
Tejakula ist der östlichste Distrikt (Kecamatan) des Regierungsbezirks (Kabupaten) Buleleng der indonesischen Provinz Bali. Er grenzt im Westen an den Kecamatan
Kubutambahan, im Osten/Südosten an den Kecamatan Kubu (im Kab. Karangasem) sowie im Süden an Kintamani (im Kab. Bangli). Im Nordosten bildet die Balisee mit ihrer etwa 25 Kilometer langen Küstenlinie eine natürliche Grenze. Tejakula wird in zehn Dörfer (Desa) gegliedert. Diese bestehen aus 60 Dusun/Banjar und 15 Desa Adat.

## Verwaltungsgliederung
| Kode PUM 1    | Dorf            | Fläche (km²) | Einwohner | Dichte (Einw. pro km²) |
| ------------- | --------------- | ------------ | --------- | ---------------------- |
| 51.08.09.2001 | Sembiran        | 17,95        | 6.292     | 350,5                  |
| 51.08.09.2002 | Pacung          | 7,53         | 4.310     | 572,4                  |
| 51.08.09.2003 | Julah           | 6,24         | 4.817     | 772,0                  |
| 51.08.09.2004 | Madenan         | 11,54        | 5.573     | 482,9                  |
| 51.08.09.2005 | Bondalem        | 9,52         | 15.645    | 1.643,4                |
| 51.08.09.2006 | Tejakula        | 13,09        | 14.181    | 1.083,4                |
| 51.08.09.2007 | Les             | 6,13         | 8.455     | 1.379,3                |
| 51.08.09.2008 | Penuktukan      | 6,23         | 5.706     | 915,9                  |
| 51.08.09.2009 | Sambirenteng000 | 16,92        | 5.668     | 335,0                  |
| 51.08.09.2010 | Tembok          | 9,65         | 7.594     | 786,9                  |
| 51.08.09      | Kec. Tejakula   | 104,79       | 78.241    | 746,7                  |
Ergebnisse aus Fortschreibung (Datenstand: Ende 2021)

## Bevölkerung

### Bevölkerungsentwicklung der letzten drei Halbjahre
| Datum      | Fläche (km²) | Einwohner | männlich | weiblich | Dichte (Einw./km²) | Sex Ratio (m*100/w) |
| ---------- | ------------ | --------- | -------- | -------- | ------------------ | ------------------- |
| 31.12.2020 | 104,79       | 78.480    | 39.964   | 38.516   | 748,9              | 103,8               |
| 30.06.2021 | 104,79       | 78.517    | 40.017   | 38.500   | 749,3              | 103,9               |
| 31.12.2021 | 105,00       | 78.241    | 29.793   | 38.448   | 745,2              | 77,5                |
Fortschreibungsergebnisse